# ジェイムス・ニュートン
ジェイムス・ニュートン（James Newton、1953年5月1日 - ）は、アメリカ合衆国のジャズおよびクラシックのフルート奏者。

## 略歴
ジェイムス・ニュートンはアメリカ合衆国カリフォルニア州ロサンゼルス生まれ。幼少期より、アーバン・ブルース、リズム・アンド・ブルース、ゴスペルといったアフリカ系アメリカ人音楽に浸りながら育った。10代前半にはエレクトリック・ベース、アルトサックス、クラリネットを演奏。高校時代にはエリック・ドルフィーの影響でフルートを始めた。フルートでクラシック音楽のレッスンを受ける傍ら、バディ・コレットにジャズを師事した。カリフォルニア州立大学ロサンゼルス校で正式な音楽教育を修了。
1972年から1975年にかけて、ニュートンはデヴィッド・マレイ、ボビー・ブラッドフォード、アーサー・ブライスと共に、ドラマー（後に評論家となる）スタンリー・クラウチのバンド、ブラック・ミュージック・インフィニティのメンバーとして活動した。1978年から1981年までニューヨークに住み、ピアニスト兼作曲家のアンソニー・デイヴィス、チェリストのアブドゥル・ワドゥドと共にトリオを率いていた。3人はニュートンとデイヴィスによるチェンバー・ジャズやサード・ストリーム系の作品を演奏した。デイヴィスと共にカルテットを結成し、1980年代初頭にはヨーロッパ・ツアーで成功を収めた。その後、ジョン・カーターやミンガス・ダイナスティなどのプロジェクトを含む、様々なミュージシャンと共演。フルートによる即興ソロ演奏を4枚リリースしている。1990年代以降は、ジョン・ジャン、ガオ・ホン、カドリ・ゴパルナート、シュベンドラ・ラオといった他文化圏のミュージシャンと頻繁に共演し、多くの異文化交流プロジェクトにも参加している。
ニュートンは、ニューヨーク・フィルハーモニック、ブルックリン・フィルハーモニック、パリ音楽院管弦楽団、ウラディーミル・スピヴァコフ&モスクワ・ヴィルトゥオージ、ロサンゼルス・マスター・コラール、サウスウェスト室内楽団、カリフォルニアEARユニット、ニューヨーク・ニュー・ミュージック・アンサンブル、サンフランシスコ・バレエ団と共演している。
ラックマン・ジャズ・オーケストラの音楽監督兼指揮者を5年間務め、カリフォルニア大学アーバイン校、カリフォルニア芸術大学、カリフォルニア州立大学ロサンゼルス校で教授職を歴任した。1989年には教則本『The Improvising Flute』を執筆・出版。2007年には『Daily Focus For The Flute』を出版した。
室内楽やオーケストラのためのクラシック音楽作品、そして電子音楽も作曲している。1997年にはオペラ『The Songs of Freedom』を作曲した。作曲活動においては、室内楽と型破りな楽器編成のための作品を専門としている。また、交響曲を作曲し、バレエとモダンダンスのための作曲も手掛けている。2006年にはラテン語ミサ曲を作曲し、2007年2月にイタリアのプラートで初演された。

## 受賞歴
グッゲンハイム・フェローシップ（1992年）、ロックフェラー・フェローシップ、モントルー・グランプリ・デュ・ディスク賞、『ダウン・ビート』・インターナショナル・クリティックス・ジャズ・アルバム・オブ・ザ・イヤーを受賞している。

## ビースティ・ボーイズ訴訟
2000年、ニュートンはオルタナティヴ・ロック／ヒップホップ・グループのビースティ・ボーイズ（およびプロデューサー、レコード会社、出版社、ミュージックビデオ関連会社）を、彼らの楽曲「Pass the Mic」で、ニュートンが1978年に作曲したフルートとボーカルのための楽曲「Choir」の6秒間の3音のサンプルを繰り返し使用したとして提訴した。グループによると、ニュートンは和解提案を拒否し、反対提案として「Pass the Mic」の「数百万ドル」と50%の所有権および管理権を要求した。ただし、サンプルは曲中の数百の音のうちの1つに過ぎなかった。
連邦地方裁判所でニュートンは、グループがサンプル音源に含まれる3音のシーケンスを使用することで、彼の楽曲に関する著作権を侵害したと主張した。グループは、著作権法は音源とその元となる楽曲を別個の存在として扱い、独創性の基準も異なると主張した。6秒間の音声クリップはレコード会社からライセンスを取得する必要があるが、デ・ミニミス原則（de minimis doctrine）の下では、楽曲のわずか3音符については作曲家または出版社からライセンスを取得する必要はない。
2002年の略式判決で、裁判所はビースティ・ボーイズの主張を認め、同グループは1992年に録音物のライセンスのみを取得することで法的義務を果たしたと判断した。当時、ビースティ・ボーイズはECMレコード（ニュートンが以前に録音物のライセンスを契約上許可していたレコードレーベル）に1,000ドルの手数料を支払っていた。著作権訴訟の標準的な手続きに従い、ビースティ・ボーイズはニュートンの弁護士に対し、ビースティ・ボーイズの弁護士に支払われた49万2,000ドルの訴訟費用の返還を裁判所に求めたが、裁判所は費用の支払いを命じなかった。
ニュートンは控訴したが、2003年にアメリカ合衆国第9巡回区控訴裁判所の3人の判事からなる審理部は、ビースティ・ボーイズに有利な下級裁判所の判決を支持した。ニュートンは、全員法廷でこの事件を再度審理するよう裁判所に請願したが、その結果、2004年に裁判所は自らの立場を強化する修正意見を出した。

## ディスコグラフィ

### リーダー・アルバム
- Solomon's Sons (1977年、Circle)
- Binu (1977年、Circle) ※with マーク・ドレッサー、タイロン・バレア、ルドルフ・クライス
- Paseo del Mar (1978年、India Navigation)
- 『ヒドゥン・ヴォイセズ』 - Hidden Voices (1979年、India Navigation) ※with アンソニー・デイヴィス
- The Mystery School (1979年、India Navigation)
- Axum (1981年、ECM)
- 『デイドリーム』 - James Newton (1982年、Gramavision)
- Portraits (1982年、India Navigation)
- 『ルエラ』 - Luella (1983年、Gramavision)
- 『満月の谷～超自然空間エコー・キャニオン』 - Echo Canyon (1984年、Celestial Harmonies)
- 『プレイズ・エリントン～アフリカン・フラワー』 - The African Flower (1985年、Blue Note)
- 『ウォーター・ミステリー』 - Water Mystery (1986年、Gramavision)
- 『ロマンスと革命』 - Romance and Revolution (1987年、Blue Note)
- 『ヴェニスに憧れて～フルートは舟歌』 - In Venice (1984年、Celestial Harmonie)
- 『ジェイムス・ニュートン・カルテット』 - If Love (1990年) ※with ビリー・ハート、アンソニー・コックス、マイク・ケイン[10]
- 『宇宙楽』 - Trio2 (1990年、Gramavision) ※with アンソニー・デイヴィス、アブドゥル・ワドゥド
- Suite for Frida Kahlo (1994年、Sledgehammer Blues)
- 『デヴィッド・マレイ ジェイムス・ニュートン・クインテット』 - David Murray/James Newton Quintet (1996年、DIW) ※with デヴィッド・マレイ
- Above Is Above All (1997年、Contour)

### 参加アルバム
アーサー・ブライス
- 『レノックス・アベニュー・ブレイクダウン』 - Lenox Avenue Breakdown (1979年、Columbia)

ジョン・カーター
- Dauwhe (1982年、Black Saint)

バディ・コレット
- Flute Talk (1988年、Soul Note)

アンドリュー・シリル
- X Man (1994年、Soul Note)
- Good to Go, with a Tribute to Bu (1997年、Soul Note)

チコ・フリーマン
- 『ピースフル・ハート、ジェントル・スピリット』 - Peaceful Heart, Gentle Spirit (1980年、Contemporary)

リロイ・ジェンキンス
- Mixed Quintet (1979年、Black Saint)

デヴィッド・マレイ
- Creole (1998年、Justin Time)

シローン
- Artistry (1979年、Of The Cosmos)